# Alvite (Cabeceiras de Basto)
Alvite é uma povoação portuguesa do Município de Cabeceiras de Basto que foi sede da extinta Freguesia de Alvite, freguesia que tinha 7,6 km² de área e 963 habitantes (2011), e, por isso, uma densidade populacional de 126,7 hab/km².
A Freguesia de Alvite foi extinta em 2013, no âmbito de uma reforma administrativa nacional, tendo sido agregada à Freguesia de Passos para formar uma nova freguesia denominada União das Freguesias de Alvite e Passos da qual é a sede.

## População
| População da freguesia de Alvite (1864 – 2011) | População da freguesia de Alvite (1864 – 2011) | População da freguesia de Alvite (1864 – 2011) | População da freguesia de Alvite (1864 – 2011) | População da freguesia de Alvite (1864 – 2011) | População da freguesia de Alvite (1864 – 2011) | População da freguesia de Alvite (1864 – 2011) | População da freguesia de Alvite (1864 – 2011) | População da freguesia de Alvite (1864 – 2011) | População da freguesia de Alvite (1864 – 2011) | População da freguesia de Alvite (1864 – 2011) | População da freguesia de Alvite (1864 – 2011) | População da freguesia de Alvite (1864 – 2011) | População da freguesia de Alvite (1864 – 2011) | População da freguesia de Alvite (1864 – 2011) |
| ---------------------------------------------- | ---------------------------------------------- | ---------------------------------------------- | ---------------------------------------------- | ---------------------------------------------- | ---------------------------------------------- | ---------------------------------------------- | ---------------------------------------------- | ---------------------------------------------- | ---------------------------------------------- | ---------------------------------------------- | ---------------------------------------------- | ---------------------------------------------- | ---------------------------------------------- | ---------------------------------------------- |
| 1864                                           | 1878                                           | 1890                                           | 1900                                           | 1911                                           | 1920                                           | 1930                                           | 1940                                           | 1950                                           | 1960                                           | 1970                                           | 1981                                           | 1991                                           | 2001                                           | 2011                                           |
| 589                                            | 535                                            | 526                                            | 497                                            | 519                                            | 498                                            | 536                                            | 578                                            | 1 032                                          | 952                                            | 795                                            | 909                                            | 976                                            | 1 022                                          | 2048                                           |

## Património
- Torre de Alvite
- Capela de Santa Catarina (Alvite) (incrustada numa penedia)
- Capela da Senhora da Aparecida
- Casa e Capela do Santo
- Casa de Santo Antonino
- Casa dos Chãos
- Casa de Lamas (propriedade da familia Alvim)
- Casa de Alvação (construída por Jorge Carneiro da Silva, ascendente da família Cunha Reis)
- Casa do Casal de Alvite
- Casa da Torre (Alvite) (reconstruída no século XVI por Bento Ferreira de Morais, ascendente da família Cunha Reis)
- Casa da Portela (Alvite)
- Casa do Paço (Alvite)
- Casa da Igreja (Alvite)
- Casa de cimo de Vila (Alvite)
- Casa Nova (Alvite)

## Lugares
- Petimão
- Reiros
- Cacheina